# 燕鳳
燕 鳳（えん ほう、? - 428年）は、代から北魏にかけての学者・官僚。字は子章。本貫は代郡。

## 経歴
学問を好み、経書や史書を広く読んで、陰陽や讖緯に通じた。拓跋什翼犍がその高名を聞いて、人を派遣して礼を尽くして迎えようとしたが、燕鳳は招聘に応じなかった。拓跋什翼犍は諸軍に命じて代城を包囲させ、「燕鳳が来なければ、私はおまえたちを皆殺しにするだろう」と、城民に伝えた。代の城民は恐れて、燕鳳の身柄を拓跋什翼犍のもとに送った。拓跋什翼犍は燕鳳と語りあって喜び、賓客の礼で待遇した。後に燕鳳は代王左長史に任じられ、国事に参与した。また拓跋什翼犍の世子の拓跋寔に経学を教授した。また前秦の苻堅に対する使者に立ち、苻堅が代の国情を問うと、燕鳳は代の富裕と強勢ぶりを述べて、面目を立てた。
拓跋什翼犍が死去し、代国が前秦に併呑されると、嫡孫の拓跋珪は（父の拓跋寔が拓跋什翼犍に先立って死去していたこともあり）身柄を長安に移されそうになった。拓跋珪がまだ幼弱であったことから、燕鳳は代国の旧領を劉庫仁と劉衛辰とに分割して管理させ、拓跋珪の成長を待つよう苻堅に進言すると、その意見は容れられた。
拓跋珪（道武帝）が即位すると、燕鳳は吏部郎・給事黄門侍郎・行台尚書を歴任して、重く礼遇された。明元帝のとき、崔宏・封懿・梁越らとともに経伝の講義にあたり、朝政の議論に参与した。太武帝の初年、旧勲により平舒侯の爵位を受け、鎮遠将軍の号を加えられた。428年（神䴥元年）、死去した。
子の燕才が、後を嗣ぎ、散騎常侍・平遠将軍となった。

## 伝記資料
- 『魏書』巻24 列伝第12
- 『北史』巻21 列伝第9